# Robert Dabuo
Robert Dabou (sinh ngày 10 tháng 11 năm 1990 ở Ghana) là một cựu cầu thủ bóng đá người Ghana. Hiện tại anh thi đấu cho đội bóng tại Giải bóng đá ngoại hạng Ghana Ashanti Gold, ở vị trí thủ môn.

## Sự nghiệp
Dabou bắt đầu sự nghiệp tại All Stars F.C.. Trước khi được đẩy lên đội một, anh chơi trận đấu đầu tiên vào năm 2007.

## Quốc tế
Dabuo từng là thành viên của Đội tuyển bóng đá U-17 quốc gia Ghana ở Giải vô địch bóng đá U-17 thế giới 2007 ở Hàn Quốc. Vào ngày 19 tháng 8 năm 2008, Dabuo được triệu tập vào U-20 Ghana, và là một phần của Đội tuyển bóng đá U-20 quốc gia Ghana vô địch Giải vô địch bóng đá U-20 thế giới 2009 ở Ai Cập.

## Danh hiệuvà Danh hiệu

### Quốc tế
U-20 Ghana
- Giải vô địch bóng đá U-20 thế giới Vô địch: 2009

## Trivia
- Fifa Profile Lưu trữ ngày 14 tháng 2 năm 2012 tại Wayback Machine